# 立川寸志
立川 寸志（たてかわ すんし）は、落語の名跡。
- 立川寸志 - 後∶立川談四楼
- 立川寸志 - 本稿にて記述

立川 寸志（たてかわ すんし、1967年6月7日 - ）は、落語家である。落語立川流所属の二ツ目。出囃子は『ダーク』。本名：小田部 信英。

## 来歴
1967年6月7日東京都立川市出身。両親は共に警察官。東京都立立川高校、東京都立大学人文学部史学専攻を卒業。大学を卒業後、ベネッセコーポレーションに入社。同社の情報誌「たまごクラブ」「ひよこクラブ」の創刊当時に編集者として携わり、これらの誌名の名付け親ともなった。2011年8月、44才で立川談四楼に入門し落語家となる。2015年3月、二つ目に昇進する。
2017年12月、渋谷らくご賞・たのしみな二つ目賞を受賞。
2021年11月9日、ご当地落語「小野川温泉」で、現地滞在4日間で創り演じた新作落語『鰯地蔵』が、鈴の宿賞を受賞。

## 芸歴
- 2011年8月 - 立川談四楼に入門、「寸志」を名乗る。
- 2015年3月 - 二ツ目昇進。

## 人物
落語会の会場の横の建物が火事となり、着物にスニーカーで避難をした。
2023年1月、立川流新年会に向かう道中で、財布を紛失する。

## 受賞歴
- 2017年　渋谷らくご賞・たのしみな二ツ目賞
- 2021年　ご当地落語小野川温泉 鈴の宿賞
- 2025年3月　第24回さがみはら若手落語家選手権 優勝[7]

## 出演

### テレビ
- キズナのチカラ（2014年7月25日、BS日テレ）

### ラジオ
- 立川寸志のラクゴものめが！（2024年4月～、FMつしま）

### 映画
- おけちみゃく（秋原北胤監督、2018年、カエルカフェ) - 盗賊 役